# Jean-Baptiste Dulac
Jean-Baptiste Dulac, známý jako James Dulac, (3. června 1822 Montbrison, Loire – 3. července 1892 tamtéž) byl francouzský architekt a fotograf zapálený pro historii, archeologii a dědictví.

## Životopis
Narodil se jako syn Pierra Dulaca a Antoinetty Chancollonové, Jean-Baptiste Dulac byl voyer agent (státní úředník pověřený správou silnic) v několika sektorech Loiry a odborný architekt v Montbrisonu.

### Fotograf architekt ve službách dědictví
James Dulac, nadšený historií a archeologií staveb, působil v několika učených společnostech na Loiře jako architekt, ale také jako fotograf (od roku 1870 byl citován jako fotograf v Montbrisonu). Řádný člen společnosti Diana, slavné učené společnosti Forez, od roku 1886 až do své smrti v roce 1892, působil také ve Společnosti zemědělství, průmyslu, věd, umění a Belles Letters departementu Loire se sídlem v Saint-Étienne.
Díky svým architektonickým dovednostem přispívá k několika studiím vybudovaného dědictví Forez, jako je kolegiátní kostel Notre-Dame v Montbrisonu , opevnění Champdieu nebo ruiny Sainte-Eugénie v Moingtu. Fotografii používal také ve svých architektonických studiích, jako je mnoho fotografických záznamů starého dědictví Montbrisonu (1860-1870) také Bâtie d'Urfé.

### Politická kariéra
Několikrát byl zvolen obecním radním , místostarostou byl zvolen 3. února 1887 , místo, které zastával až do své smrti svým znovuzvolením v květnu 1892 zástupcem lékaře Paula Dulaca , ten samý, který o pár dní později navštívil slavného anarchistu Ravachola v jeho cele v Montbrisonu.